# Maorifruchttaube

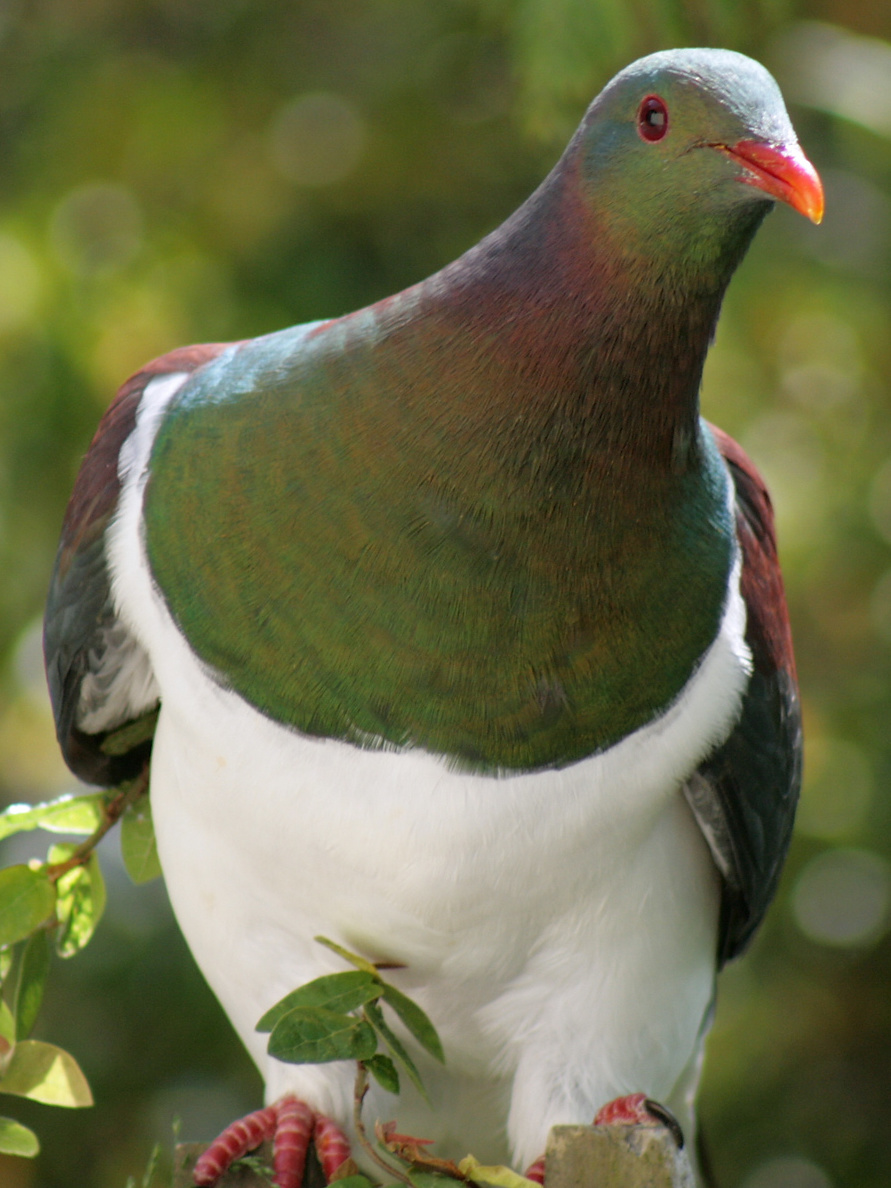
Maorifruchttaube

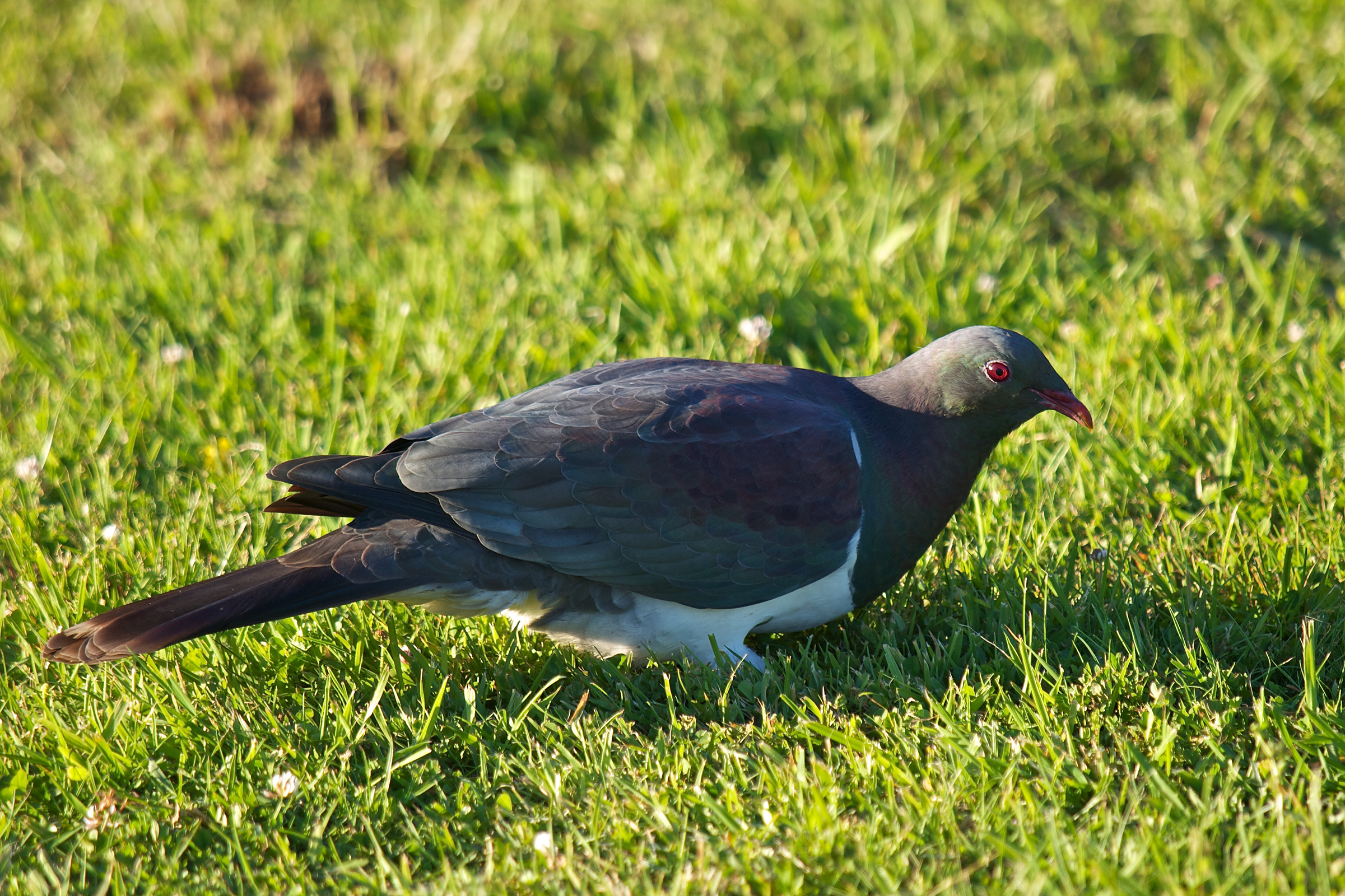
Maorifruchttaube

Die Maorifruchttaube (Hemiphaga novaeseelandiae) (Māori: Kererū), auch Maori-Fruchttaube oder Neuseeland-Fruchttaube genannt, ist ein neuseeländischer Vogel aus der Familie der Tauben. Es gibt zwei Unterarten, H. n. novaeseelandiae, die auf den drei neuseeländischen Hauptinseln brütet, und die größere H. n. chathamensis, die auf den Chatham-Inseln brütet. Eine dritte Unterart, H. n. spadicea, die auf der Norfolk-Insel vorkam, ist im 18. Jahrhundert ausgestorben. Sie ist die einzige Vertreterin der Gattung Hemiphaga.

## Erscheinungsbild
Die Maorifruchttaube ist etwa 51 cm groß. Ihr Körperbau ist gedrungen, der Kopf ist klein. Es existiert nur ein sehr geringfügig ausgeprägter Geschlechtsdimorphismus.
Das Gefieder an Kopf, Hals und Brust ist goldschillernd grün. Der hintere Hals sowie der Mantel und die inneren Flügeldecken sind purpurrot. Der Rest der Körperoberseite ist grünschillernd. Die Handschwingen sind schwarzblau und der Schwanz ist dunkelgrau bis schieferschwarz. Der Bauch, die Flanken sowie die Unterschwanzdecken sind weiß.

## Verbreitungsgebiet und Lebensraum
Die Maorifruchttaube kommt in ganz Neuseeland vor und fehlt nur auf der Norfolkinsel. Die Chatham-Inseln werden von einer Unterart der Maorifruchttaube (H. n. chatamensis) besiedelt. Auch auf der Norfolkinsel kam ursprünglich eine Unterart vor (H. n. spadicea). Diese ist mittlerweile jedoch ausgestorben.
Die Maorifruchttaube ist ursprünglich im Tieflandwald, der durch Steineibengewächse (Podocarpaceae) wie Tawa, Taraire und Puriri beherrscht wird, beheimatet. Heute ist sie jedoch auch in Buschflecken auf Ackerland, in Gärten und in Stadtparks zu finden. Ihre Brut- und Überwinterungsgebiete liegen nah beieinander, aber die Vögel legen außerhalb der Brutzeit lange Strecken zu guten Nahrungsquellen für Früchte oder Blätter zurück.

## Verhalten
Beeren sind die Hauptnahrung der Maorifruchttaube, die sie das ganze Jahr finden – Puriri-Beeren im Sommer und im Herbst, Miro-Beeren im Herbst und im Winter und Taraire-Beeren im Winter und im Frühling. Karaka-, Nikau-, Kahikatea-, Tawa- und andere Beeren ergänzen den Speiseplan. Während des späten Winters, wenn es wenige oder keine Beeren gibt, dienen Blätter und Pflanzensprossen als Nahrung.
Die Brut findet normalerweise im Frühjahr oder Frühsommer statt. Die Paarung wird durch großartige Flugdarstellungen von beiden Geschlechtern charakterisiert, die sich bei den Männchen, je näher die Zeit des Eierlegens rückt, noch intensiver beobachten lassen. Die Einheimischen sagen über dieses bemerkenswerte Verhalten, dass die Puriribeeren betrunken machen.
Sie legen ein Ei, das eigenartig lang, schmal und weiß ist. Beide Erwachsenen bebrüten das Ei während der 28-tägigen Brutzeit. Das Weibchen sitzt die Nacht bis in den Morgen und das Männchen übernimmt vom Mittag bis in den Abend. Die Nestlingszeit beträgt 36 Tage.
Wie viele langlebige Vögel vermehrt sich die Maorifruchttaube sehr langsam. Studien in den Regionen Northland, Hawke’s Bay und Marlborough haben gezeigt, dass weniger als 15 Prozent der Küken lang genug überleben, um flügge zu werden. Obgleich der Verlust des Lebensraums eines der wichtigen Probleme ist, kommt die Bedrohung in erster Linie von den Feinden, besonders dem Menschen.
Die Maorifruchttaube ist normalerweise ein leiser Vogel, was etwas irritierend sein kann, wenn man sie auf einem Ast sitzend findet, gewöhnlich im tiefen Schatten des Baumes, einen ruhig beobachtend. Ein weiches ku wird manchmal zusammen mit dem Knurren der Henne gehört und zischende Pfiffe als Begrüßungslaute. Seine verschiedenen Māori-Namen Kuku, Kereru und Kukupa sind lautmalerische Bezeichnungen. Sie sind auch dafür bekannt, manchmal im leichten Regen zu duschen, die Füße umsetzend einen Ast greifend, um den Regen auf ihre Bäuche fallen zu lassen.
Anders als die meisten Vögel können Tauben trinken, ohne ihre Köpfe anzuheben. Sie werden beim Essen der Beeren besonders durstig, das nutzen die Māori zu ihrem Vorteil bei der Jagd auf sie. Sie platzieren Trinkrinnen mit Schlingen unter den Beeren tragenden Bäumen.

## Belege